# Finlands svenska socialförbund
Finlands svenska socialförbund är en finländsk organisation med syfte att sammanföra svenskspråkiga personer verksamma inom socialskydd och hälsovård.
Organisationen, som grundades 1928 och har sitt säte i Pedersöre, arrangerar bland annat svenskspråkiga kurser, studiedagar och studiebesök och samarbetar med finländska och nordiska systerorganisationer samt deltar i byggandet av kunskapsnätverk inom social- och hälsovården. Organisationen är ansluten till Centralförbundet för socialskydd och hälsa.